# Natrium Chlorid
 Ikke at forveksle med Natriumklorid.
Natrium Chlorid er en roman skrevet af Jussi Adler-Olsen. Det er den niende bog i serien om Afdeling Q. Bogen blev udgivet på forlaget Politikens Forlag 4. november 2021 som efterfølger til Offer 2117. 